# Kamal Ibrahim
Kamal Ibrahim (10 de noviembre de 1985) es un presentador de televisión irlandés y exconcursante de belleza masculina.
Fue ganador de Mister Mundo 2010, este fue realizado en Incheon, Corea del Sur, el 27 de marzo de 2010.  Nació en Limerick, Irlanda, de padre nigeriano y madre italiana.

## Título de Mister World
Ibrahim comenzó a trabajar como modelo en 2005 y pronto se convirtió en uno de los favoritos en el circuito profesional de Irlanda. En 2009 fue invitado a participar en el concurso de Mister España   dirigido por la Organización Mundial de Miss Mundo(OVM). Ibrahim participó y ganó el concurso de Mister Irlanda en 2009. Luego, representó a Irlanda en el concurso de Mister Mundo en el 2010,  viajó a Corea del Sur con otros 73 ganadores internacionales. Ibrahim fue elegido como Mister Mundo y fue proclamado "el hombre más apetecible del planeta."
Durante su reinado visitó más de 20 ciudades, recorriendo cuatro continentes como Embajador Global y representante de la OVM;  fue presentador y orador en eventos, abogando en nombre de los niños de sin recursos.

## Obras de caridad
En mayo de 2010, Ibrahim fue nombrado Embajador Nacional del Variety Club de Irlanda y desde entonces ha ayudado a recaudar más de $ 3.000.000 para ellos y otras organizaciones de todo el mundo. Ibrahim continua trabajando con Variety, así como con otras organizaciones benéficas que ayudan, a niños discapacitados, desfavorecidos y enfermos y adultos jóvenes.

## Carrera en la televisión
Ibrahim ha continuado su carrera como actor y presentador en los medios de comunicación. En enero de 2011 comenzó oficialmente su carrera profesional en la televisión. Es también piloto de avión,  de parapente, paracaidista y buzo de búsqueda y rescate submarino.
Se trasladó a Canberra, Australia en 2012 junto con su entonces pareja, en búsqueda de más oportunidades en el modelaje y la televisión. Tras terminar su relación Ibrahim se mudó a Sídney, Australia, y trabajó en una serie de proyectos para la televisión y deportes extremos.
Ibrahim fue parte fundamental del concurso de Mister Mundo 2013 celebrado en Londres. Estuvo involucrado en todos los aspectos del proceso de selección para coronar al nuevo Mister Mundo Francisco Javier Escobar Parra representante de Colombia.
En julio de 2013 Ibrahim apareció en Celebrity Masterchef Irlanda como uno de los ocho chefs famosos. También continúa siendo uno de los presentadores de la Lotería Nacional de RTÉ Television en Irlanda.